# SILK
SILK是一个Skype Limited开发的音频压缩格式和音频编解码器。它被开发用于Skype，以取代SVOPC编解码器。自从提供许可，它也已被用于其他目的。它已被扩展为互联网标准Opus的编解码器。

## 详细情况

SILK编码器的方框图

Skype有限公司宣称SILK可以使用8、12、16或24 kHz的采样率，以及6至40 kbit/s的比特率。它也可以使用一个25ms的低延迟算法（20ms帧大小+5ms预留）。参考实现采用C语言编写。该编解码器的技术基于线性预测编码（LPC）。 SILK有二进制SDK提供。

## 许可协议
SILK编解码器拥有专利，并且SILK SDK有独立的许可协议。该编解码器是一个开源的免费软件，可以有限定的買斷式授權用于使用和分发。 该 SDK最初只需要提供姓名、地址、电话和如何使用SILK的描述即可被应用程序使用。截至2012年（版本1.0.9），该SDK可以直接下载，但授权仅限于内部评估和测试目的，不包括软件分发或在任何商业产品或服务中使用。

## 历史
SILK取代了早前在Skype中使用的SVOPC，其是一个取代iSAC和iLBC的内部解决方案，这也是再次从Global IP Solutions取得授权。SILK编解码器是一个与SVOPC独立的开发分支，并且已被开发超过3年。 它于2009年1月在 Consumer Electronics Show 被宣布，并在2009年1月7日在4.0 beta 3版本中被首次整合到Skype，最终版本在2月3日发布。2009年3月3日，Skype有限公司宣布SILK编解码器将以買斷式授權面向第三方软件和硬件开发者。
SILK Speech Codec的首个草稿在2009年7月6日被提交给互联网工程任务组（IETF）作为一个新的“互联网宽带音频编解码器”的标准化候选者，从而公开发布了其格式和参考实现的源代码。同时还有一份RTP Payload Format and File Storage Format for SILK Speech and Audio Codec的初稿。

### Opus
SILK（配以CELT）是混合的编解码器Opus的基础，这在2010年9月被递交给IETF，并且被选定为新标准的最终候选者。Opus已作为一项IETF提议标准在2012年9月被发布。

## 使用
- SILK的稳定版本最早在Skype 4.0 Beta 3 for Windows中引入，于2009年1月7日发布。[8]
- Skype 4.0的最终版本发布于2009年2月3日。[15][16]
- 2011年3月22日，Steam游戏平台开始将SILK编解码器用于其集成的游戏和社区语音聊天
- 之后的4月14日，在絕地要塞2（TF2）中，该编解码器被实现到游戏中的语音聊天中。[17]
- 2013年1月29日，更新的SteamPipe平台GoldSrc引擎开始使用SILK编解码器用于游戏中语音聊天。